# Pietro Gori
Pour les articles homonymes, voir Gori.
Pietro Gori (né Ernesto Antonio Pietro Giuseppe Cesare Augusto Gori), né à Messine (Sicile) le 14 août 1865 et mort à Portoferraio (île d'Elbe) le 8 janvier 1911, est un avocat, poète, dramaturge et sociologue libertaire italien.
Il est, avec Errico Malatesta, l’un des principaux propagandistes italiens de l'anarchisme dans le monde.

## Biographie
En 1889, Pietro Gori obtient une licence de droit à l’université de Pise et devient avocat. Il s’implique alors énormément dans le mouvement anarchiste et devient l’une des figures importantes de celui-ci en Italie. Il participe ainsi en 1891 au congrès de Capolago qui réunit diverses personnalités de l’anarchisme italien de l’époque.
En 1891, il fonde la revue socialiste libertaire L'Amico del popolo et, en 1903, avec Luigi Fabbri, Il Pensiero.
En 1894, il est contraint à l’exil pour échapper à la répression qui s’abat sur les anarchistes en Italie. Il se réfugie dans un premier temps à Lugano (Suisse) où il poursuit un temps ses activités politiques en compagnie d’autres exilés anarchistes avant d’être expulsé par les autorités locales vers la frontière allemande. C’est à ce moment qu’il compose la célèbre chanson Addio Lugano bella (it).
Il donne alors des conférences au Royaume-Uni avant de retourner en Italie en 1898 pour défendre plusieurs anarchistes (parmi lesquels Errico Malatesta) inculpés à la suite de la grève générale contre l'augmentation des prix. 
Contraint de s’exiler une seconde fois, il part à Buenos Aires où il dirige la revue Criminologia moderna. En 1901 il participe au congrès constitutif de la FOA (Federación Obrera Argentina), qui deviendra quelques années plus tard la FORA, et le 12 août il est initié en franc-maçonnerie dans la loge « Rivadavia n°51 ».
En 1903, il revient en Italie et fonde avec Luigi Fabbri le journal anarchiste Il Pensiero (La pensée).
Il meurt le 8 janvier 1911 à Portoferraio (île d'Elbe) en Toscane, à l'âge de 45 ans.

## Note
1. ↑  La Grande Encyclopédie Larousse en ligne : notice biographique.
2. ↑  Addio Lugano bella (it) par Giorgio Gaber, Enzo Jannacci, Lino Toffolo, Otello Profazio et Silverio Pisu écouter en ligne
3. ↑  Vittorio Gnocchini, L'Italia dei Liberi Muratori, Mimesis-Erasmo, Milan-Rome, 2005, p.150.

## Œuvre
- (it) Le basi morali dell'anarchia, Editrice C. Di Sciullo, 1904, lire en ligne.
- (it) Pietro Gori (préf. Gino del Guasta), Pensieri Ribelli, Lyon, Edizione della biblioteca anarchica di propaganda spicciola (Folgorite), 1924 (1re éd. 1889), 33 p.